# Geneva (pueblo)
Geneva es un pueblo ubicado en el condado de Ontario en el estado estadounidense de Nueva York. En el año 2000 tenía una población de 3,289 habitantes y una densidad poblacional de 66.5 personas por km².

## Geografía
Geneva se encuentra ubicado en las coordenadas 42°49′44″N 76°59′35″O / 42.82889, -76.99306.

## Demografía
Según la Oficina del Censo en 2000 los ingresos medios por hogar en la localidad eran de $44,234 y los ingresos medios por familia eran $58,350. Los hombres tenían unos ingresos medios de $39,186 frente a los $23,108 para las mujeres. La renta per cápita para la localidad era de $22,990. Alrededor del 1.8% de la población estaban por debajo del umbral de pobreza.